# Volvo ÖV 4
La Volvo ÖV 4 è stata la prima automobile costruita dalla Volvo Personvagnar. La sigla ÖV 4 sta per "Öppen Vagn 4 cylindrar" che significa Vettura Aperta a 4 Cilindri. L'ÖV 4 è saltuariamente indicata come "Jakob", poiché era il nome di uno dei 10 esemplari di pre-serie, finito di costruire il 25 luglio, ovvero il giorno di San Giacobbe, Jakob in Svedese. Tutti i 10 prototipi sono stati assemblati a Stoccolma presso la società AB Galco, Hälsingegatan 41 dove Gustav Larson stava lavorando in quel momento. Solo uno dei 10 esemplari di pre-serie prodotti nel corso 1926 è stato salvato e si trova nel Museo della Volvo, a Göteborg.
Il motore è stato progettato da Gustav Larson, mentre il telaio da Jan G. Smith, un designer svedese che lavorò anche negli Stati Uniti.
Dopo che la prima serie di veicoli uscì dalla fabbrica, l'ingegner Eric Carlberg cercò di avviare il motore, ma quando inserì la prima, il veicolo andò in retromarcia, poiché il cambio era stato assemblato al contrario. La data di lancio della ÖV 4 fu così posticipata di un giorno, ovvero al 14 aprile 1927. Questa data è di fondamentale importanza, poiché sancì la nascita della Volvo Personvagnar AB, divisione della SKF, nota azienda produttrice di cuscinetti a sfera. In realtà il nome Volvo fu registrato nel 1926. L'ÖV 4, a causa del rigido clima scandinavo, non ebbe un immediato successo commerciale, che arrivò, invece, con la versione coperta, la PV4, introdotta alla fine del 1928. Tra il 1927 e il 1929 furono prodotti 966 veicoli.

## Motore

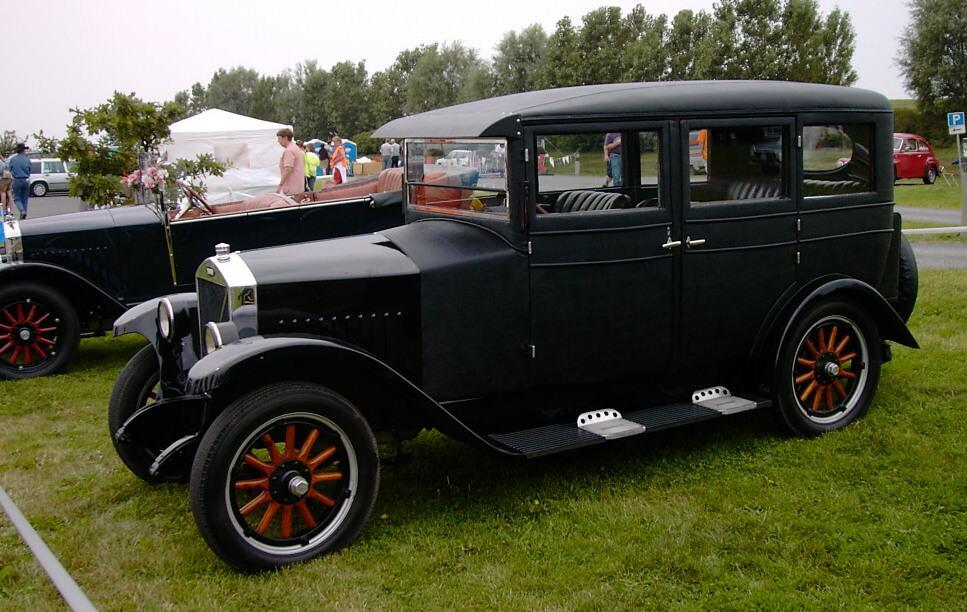
Volvo PV4

- Motore: 4 cilindri, cilindrata 1940 cm³
- Potenza: 28  CV (21 kW) a 2000 g/m
- Coppia Massima: 100 N·m
- Cambio: 3 marce + retro
- Velocità Massima: raccomandata 60 km/h, velocità massima 90 km/h
- Peso: 1170 kg